# Rosaster endilius
Rosaster endilius is een zeester uit de familie Goniasteridae.
De wetenschappelijke naam van de soort werd in 1975 gepubliceerd door Donald George McKnight.